# One Way or Another (Teenage Kicks)
«One Way or Another (Teenage Kicks)» es una canción interpretada por One Direction, la cual es un mashup de «One Way or Another» de Blondie y «Teenage Kicks» de The Undertones. El quinteto realizó la canción con el fin de ayudar a la organización Comic Relief a recaudar fondos. La vocalista de Blondie, Debbie Harry, la compuso junto al bajista Nigel Harrison en 1983. La versión de One Direction fue producida por Julian Bunetta.
En general, la canción tuvo una buena recepción crítica y comercial. Algunos especialistas alabaron la energía que posee, así como lo pegadiza que puede llegar a ser. Comercialmente, alcanzó el puesto número 1 en las principales listas de Dinamarca, Irlanda, los Países Bajos y el Reino Unido, así como el top 10 en Australia, Nueva Zelanda, España, Italia, entre otros.
One Direction creó un videoclip con el fin de ayudar a impulsar la canción y lo estrenaron el 20 de febrero de 2013 en su cuenta de VEVO en YouTube. En él se ven varias escenas de su viaje por Tokio, Japón y Ghana. Además, cuenta con la aparición especial del primer ministro británico David Cameron. Asimismo, interpretaron la canción en los premios Brit de 2013 para aumentar sus ventas. El 31 de agosto de 2013, la canción ganó el premio a la canción favorita en los Kids Choice Awards México.

## Antecedentes
El 10 de diciembre de 2012, el diario The Sun informó que la organización Comic Relief eligió a One Direction para versionar lo que sería la canción caritativa oficial del evento Red Nose Day de 2013. Respecto a la invitación, Harry Styles expresó que:

«Hemos crecido con Comic Relief y hemos participado en muchos Red Nose Days por nuestras escuelas, así que estuvimos encantados de hacer el sencillo del Red Nose Day de este año [...] Es un gran honor para nosotros. No podemos esperar para interpretar nuestra versión de esta icónica canción pop y recaudar tanto dinero como sea posible para esta increíblemente importante causa que está realmente cerca de nuestros corazones».

El 19 de enero de 2013, One Direction realizó un evento llamado Team 1D Japan Party en Tokio, Japón. Allí, interpretaron una parte su versión para que apareciera en su futura película. El 31 de enero, el quinteto publicó una nota en su página oficial diciendo que Julian Bunetta produjo la versión y además confirmaron que se lanzaría el 17 de febrero. Adicionalmente, dijeron que todo el dinero recaudado por el sencillo sería donado a la organización. Pocos días después, el 3 de febrero, Amazon.com dio un adelante del sencillo en su espacio de compra.
El 5 de febrero, la canción fue filtrada en la web. Al respecto, Louis Tomlinson dijo que: «Escuché que el sencillo de caridad ha sido filtrado. Es bastante triste de ver. No olviden que juntos estamos tratando de recaudar dinero para Comic Relief». Luego, el 15 del mismo mes, BBC Radio 1 y Capital FM tocaron la canción entera por primera vez y recibió comentarios positivos por parte de los oyentes de ambas estaciones de radio. De acuerdo con la partitura publicada por BMG Rights Management en el sitio web Musicnotes, la canción está compuesta en la tonalidad de do mayor y el registro vocal de los integrantes del grupo se extiende desde la nota re mayor hasta la fa sostenido mayor.

## Recepción

### Comentarios de la crítica
«One Way or Another (Teenage Kicks)» recibió comentarios disparejos por parte de los críticos musicales. Robert Copsey de Digital Spy le otorgó tres estrellas de cinco y escribió que: «A decir verdad, cuando One Direction anunció que versionarían "One Way or Another" de Blondie, sentimos como si ya la hubiésemos escuchado [...] El resultado puede ser predecible, pero es sin duda divertido». Jessica Sager de PopCrush le dio tres estrellas de cinco y comentó que:

«Musicalmente, el grupo entero está a la altura. Incluso Louis Tomlinson, quien a veces es criticado por su voz, realmente suena fenomenal en su solo [...] [La canción] es pegadiza, divertida y suena exactamente como lo que podrías esperar de One Direction haciendo una versión de Blondie».

Bill Lamb de About.com alabó la mezcla de «One Way or Another» y «Teenage Kicks», así como la energía presente en la canción y las voces del quinteto. Al concluir su crítica, Lamb le dio una calificación de cuatro estrellas y media sobre cinco. Luego la incluyó en su lista de las diez mejores canciones de One Direction, donde ubicó la quinta posición.

### Recibimiento comercial
«One Way or Another (Teenage Kicks)» contó con una buena recepción comercial mundialmente, sobre todo en Europa. En el Reino Unido e Irlanda debutó en la primera posición de sus listas, dando al quinteto su tercer sencillo propio número uno, y quinto en general. Hasta agosto de 2015, la canción ha vendido un total de 505 000 copias en el Reino Unido, siendo la cuarta canción más vendida de la agrupación en ese país. Igualmente, en Dinamarca y los Países Bajos también alcanzó el primer puesto en su primera semana, y se convirtió en la canción mejor posicionada de One Direction en ambos territorios. En España y Suiza ubicó los puestos cuatro y siete. En ambos, es también su sencillo con mejor lugar alcanzado, empatado con «Live While We're Young». En Italia llegó hasta la novena posición de su lista semanal. En Austria, la valona de Bélgica y Noruega, logró el puesto doce, mientras que en Francia obtuvo la trece. En la región flamenca de Bélgica alcanzó el número cinco. Sus posiciones más bajas estuvieron en Alemania y Suecia, donde solo llegó hasta la veintidós y veintiocho, respectivamente.
Por otra parte, tanto en Australia como en Nueva Zelanda debutó en el puesto número tres. En este último obtuvo un disco de oro por sus ventas. En Canadá alcanzó el noveno lugar del Canadian Hot 100, mientras que en los Estados Unidos logró el decimotercer puesto del Billboard Hot 100. Además, también se ubicó en la octava posición de Digital Songs.

## Promoción

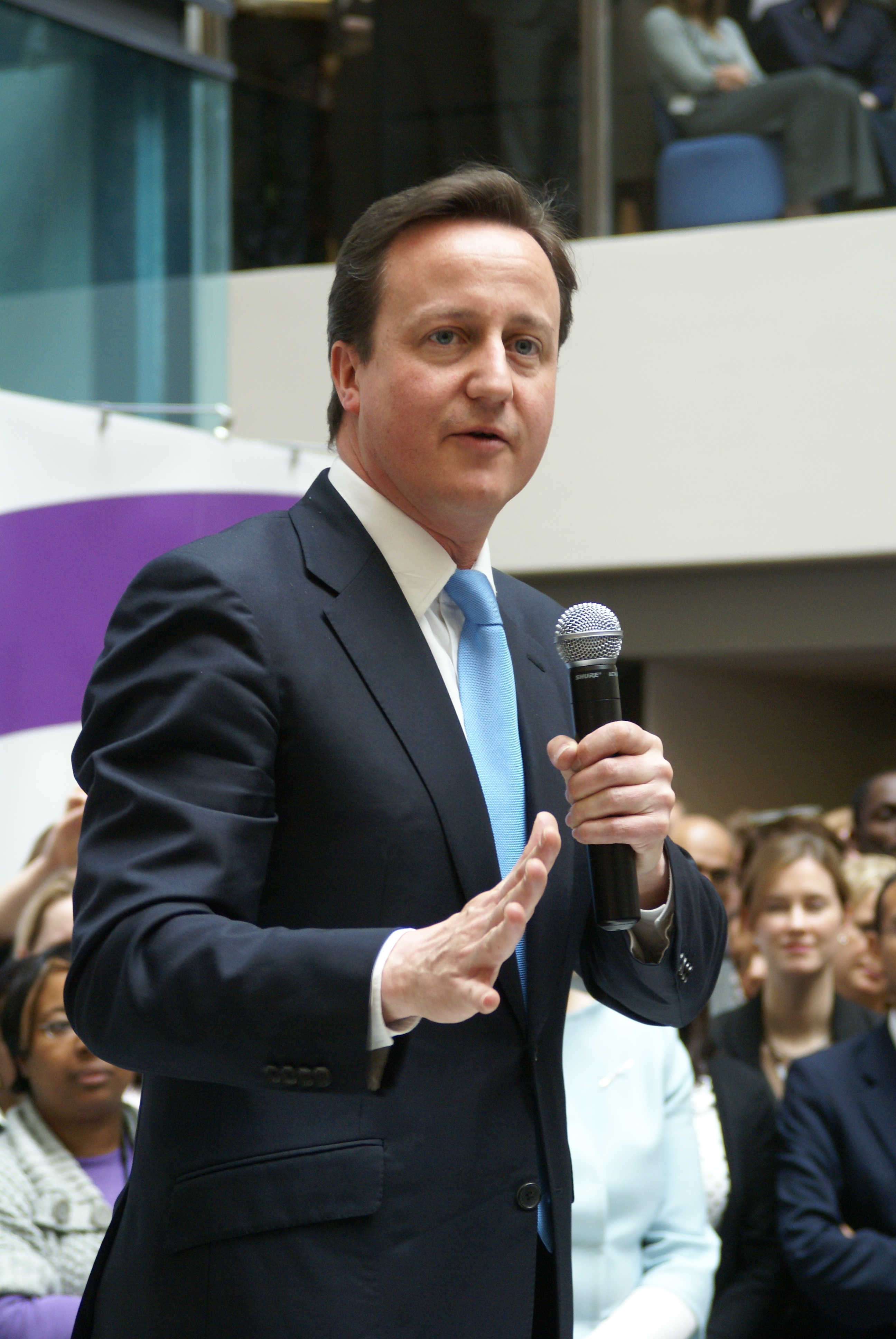
David Cameron, invitado especial en el videoclip.

### Vídeo musical
El vídeo musical de la canción fue filmado en distintos lugares y está conformado simplemente de escenas grabadas por los mismos integrantes del quinteto. Además, cuenta con la aparición especial del primer ministro británico David Cameron. Estrenó oficialmente el 20 de febrero de 2013 en la cuenta de VEVO de One Direction en YouTube. Este comienza con Louis Tomlinson, Zayn Malik y Harry Styles explicando que el quinteto había hecho un nuevo sencillo para ayudar a Comic Relief, una organización británica que lucha contra el hambre en toda África y el Reino Unido.
Todo el videoclip es en realidad una serie de escenas juntas donde se ve a los miembros del grupo paseando por las calles de Londres y divirtiéndose en un aeropuerto de Tokio, Japón (lugar que visitaron a inicios de enero de 2013), así como también interpretando la canción en el evento Team 1D Japan Party, que realizaron antes de irse del país. Igualmente, hay cortes donde están conviviendo con la gente de Ghana, otro de los lugares que visitaron en enero. El vídeo acaba con un anuncio publicitario de Comic Relief.

### Presentaciones en vivo
El 19 de enero, One Direction interpretó una pequeña parte de la canción en el evento Team 1D Japan Party, que realizaron como despedida en su viaje a Tokio. Luego la cantaron completa por primera vez en los premios Brit celebrados el 20 de febrero de 2013. Posteriormente, la presentaron en el evento Red Nose Day realizado por Comic Relief el 15 de marzo. También fue interpretada en su gira Take Me Home Tour.

## Formatos y remezclas
- Descarga digital

| «One Way or Another (Teenage Kicks)» |                                      |          |  |
| N.º                                  | Título                               | Duración |  |
| 1.                                   | «One Way or Another (Teenage Kicks)» | 2:47     |  |

| «One Way or Another (Teenage Kicks)» — Sencillo |                                                       |          |  |
| N.º                                             | Título                                                | Duración |  |
| 1.                                              | «One Way or Another (Teenage Kicks)»                  | 2:47     |  |
| 2.                                              | «One Way or Another (Teenage Kicks)» (Sharoque Remix) | 3:07     |  |
| 3.                                              | «One Way or Another (Teenage Kicks)» (Instrumental)   | 2:47     |  |

| «One Way or Another (Teenage Kicks)» — Sencillo |                                                                            |          |  |
| N.º                                             | Título                                                                     | Duración |  |
| 1.                                              | «One Way or Another (Teenage Kicks)» (En vivo desde los premios Brit 2013) | 3:19     |  |

## Posicionamiento en listas

### Semanales
| Alemania          | German Singles Chart         | 22 |
| Australia         | Australian Singles Chart     | 3  |
| Austria           | Austrian Singles Chart       | 12 |
| Bélgica (Flandes) | Ultratop 50                  | 5  |
| Bélgica (Valonia) | Ultratop 40                  | 12 |
| Bulgaria          | Bulgarian Airplay Top 5      | 1  |
| Canadá            | Canadian Hot 100             | 9  |
| Dinamarca         | Danish Singles Chart         | 1  |
| Escocia           | Scottish Singles Chart       | 1  |
| Eslovaquia        | Radio Top 100 Chart          | 14 |
| España            | Spanish Singles Chart        | 4  |
| Estados Unidos    | Billboard Hot 100            | 13 |
| Estados Unidos    | Digital Songs                | 8  |
| Francia           | French Singles Chart         | 17 |
| Irlanda           | Irish Singles Chart          | 1  |
| Italia            | Italian Top Digital Download | 9  |
| Noruega           | VG-lista                     | 12 |
| Nueva Zelanda     | NZ Top 40 Singles Chart      | 3  |
| Países Bajos      | Dutch Single Top 100         | 1  |
| Reino Unido       | UK Singles Chart             | 1  |
| Suecia            | Swedish Singles Chart        | 28 |
| Suiza             | Swiss Singles Chart          | 7  |

### Sucesión en listas
| Anterior: «Thrift Shop» de Macklemore y Ryan Lewis        | Irish Singles Chart — Sencillo número uno 21 de febrero de 2013 — 28 de febrero de 2013  | Siguiente: «Let Her Go» de Passenger                    |
| Anterior: «Thrift Shop» de Macklemore y Ryan Lewis        | Danish Singles Chart — Sencillo número uno 22 de febrero de 2013 — 29 de febrero de 2013 | Siguiente: «Stay» de Rihanna                            |
| Anterior: «I Could Be The One» de Avicii con Nicky Romero | Scottish Singles Chart — Sencillo número uno 23 de febrero de 2013 — 2 de marzo de 2013  | Siguiente: «Pompeii» de Bastille                        |
| Anterior: «Hoop, liefde en vertrouwen» de Jan Smit        | Dutch Single Top 100 — Sencillo número uno 23 de febrero de 2013 — 2 de marzo de 2013    | Siguiente: «Just Give Me a Reason» de Pink y Nate Ruess |
| Anterior: «I Could Be the One» de Avicii con Nicky Romero | UK Singles Chart — Sencillo número uno 23 de febrero de 2013 — 2 de marzo de 2013        | Siguiente: «Mirrors» de Justin Timberlake               |

### Certificaciones
| País           | Organismo certificador | Certificación | Unidades certificadas | Ref.   |
| -------------- | ---------------------- | ------------- | --------------------- | ------ |
| Australia      | ARIA                   | Platino       | 70 000                | [ 49 ] |
| Bélgica        | BEA                    | Oro           | 15 000                | [ 50 ] |
| Dinamarca      | IFPI — Dinamarca       | Oro           | 15 000                | [ 51 ] |
| Estados Unidos | RIAA                   | Oro           | 500 000               | [ 52 ] |
| Italia         | FIMI                   | Oro           | 15 000                | [ 53 ] |
| Noruega        | IFPI — Noruega         | Platino       | 10 000                | [ 54 ] |
| Nueva Zelanda  | RIANZ                  | Oro           | 7500                  | [ 33 ] |
| Reino Unido    | BPI                    | Platino       | 600 000               | [ 55 ] |
| Suecia         | GLF                    | Oro           | 40 000                | [ 56 ] |
| Venezuela      | AVINPRO                | 2× Platino    | 20 000                | [ 57 ] |

### Anuales
| Australia         | Australian Singles Chart | 54 |
| Bélgica (Flandes) | Ultratop 50              | 26 |
| Bélgica (Valonia) | Ultratop 40              | 66 |
| Irlanda           | Irish Singles Chart      | 19 |
| Países Bajos      | Single Top 100           | 61 |
| Reino Unido       | UK Singles Chart         | 24 |

## Historial de lanzamientos
| España                                                                                        | 17 de febrero de 2013 | Descarga digital | [ 41 ] |
| Reino Unido                                                                                   | 17 de febrero de 2013 | Descarga digital | [ 64 ] |
| Reino Unido                                                                                   | 18 de febrero de 2013 | Sencillo en CD   | [ 65 ] |
| Australia                                                                                     | 22 de febrero de 2013 | Descarga digital | [ 66 ] |
| Nueva Zelanda                                                                                 | 22 de febrero de 2013 | Descarga digital | [ 67 ] |
| Al haber tantos países en el mundo, solo se han colocado los principales de Europa y Oceanía. |                       |                  |        |

## Créditos y personal
- Voz: One Direction.[41]
- Composición: Debbie Harry y Nigel Harrison.[3]
- Producción: Julian Bunetta.[4]